# Potoški graben
Potoški graben je potok, ki se pri naselju Litija kot desni pritok izliva v reko Savo. 